# Igelsbach (Heppenheim)
Igelsbach ist ein Weiler mit eigener Gemarkung im Odenwald und bildet zusammen mit Kirschhausen einen Stadtteil von Heppenheim im südhessischen Landkreis Bergstraße.

## Geographische Lage
Igelsbach liegt ganz im Osten des Stadtgebietes von Heppenheim im Vorderen Odenwald in der Talmulde des gleichnamigen Bachs, der von Norden dem Lörzenbach zufließt, einem rechten westlichen Zufluss der Weschnitz. Die höchste Erhebung ist im Norden ein 400 Meter hoher bewaldeter Nebengipfel des Schlechtberg. Mit Ausnahme dieser Erhebung ist der Rest der Gemarkung fast ausschließlich landwirtschaftlich genutzt. Der Weiler besteht lediglich aus vier verstreut im Tal liegenden großen Gehöften.
Die nächstgelegenen Ortschaften sind im Nordwesten Mittershausen, im Norden Scheuerberg und Seidenbach, im Nordosten Erlenbach, im Osten Linnenbach, im Südosten Lauten-Weschnitz, im Süden Mitlechtern und Wald-Erlenbach und im Westen Kirschhausen.

## Geschichte
Der früheste erhalten gebliebene urkundliche Nachweis belegt das Bestehen des Ortes Ilspach seit dem Jahr 1369, als er in dem Zinsbuch des pfälzischen Oberamtes Heidelberg erwähnt wurde. Dort wird beschrieben, dass dem Pfalzgrafen die Gülte zusteht und die Kreisen von Lindenfels die Gerichtsbarkeit über den Ort von der Kurpfalz zum Lehen haben. Die Hohe Gerichtsbarkeit über „Diebstahl, Mordgeschrei, Steinwurf, Räuber und Ketzerei“ lag bei der Zent Heppenheim. Weitere Urkunden zeigen, dass die Kreisen von Lindenfels den Ort ganz oder teilweise zu Lehen hatten. Im späten Mittelalter sind nur drei Hubengüter belegt, erst im 19. Jahrhundert kommt eine Hofreite dazu. 1443 belehnte  Pfalzgraf Ludwig den Grafen Philipp von Erbach mit seinem Teil an Igelsbach: „Dorf, Vogtei, Gericht und Zubehör“. 1563 trat der Graf von Erbach Igelsbach im Tausch mit Rechten in Reichenbach an die Ulner von Dieburg ab. Am Ende des Alten Reichs befand sich das Dorf im Besitz der Familie von Belderbusch.
Im Igelsbach galt das Pfälzische Landrecht von 1582, erneuert 1610, als Partikularrecht. Darüber hinaus galt das Gemeine Recht, soweit das Pfälzische Landrecht für einen Sachverhalt spezielle Regelungen nicht enthielt. Dieses Sonderrecht behielt seine Geltung auch im gesamten 19. Jahrhundert während der Zugehörigkeit des Gebietes zum Großherzogtum Hessen und wurde erst zum 1. Januar 1900 von dem einheitlich im ganzen Deutschen Reich geltenden Bürgerlichen Gesetzbuch abgelöst.
Der ritterschaftliche Weiler gehörte zu den mediatisierten Gebieten die 1806 infolge der Rheinbundakte der Landgrafschaft Hessen-Darmstadt zugeschlagen wurden. Übergeordnete Verwaltungsbehörde war das „Fürstentum Starkenburg“, das ab 1816 als Provinz Starkenburg bezeichnet wurde. Für das Fürstentum Starkenburg war das „Hofgericht Darmstadt“ als Gericht der zweiten Instanz eingerichtet. Die Rechtsprechung der ersten Instanz wurde durch die Ämter oder Standesherren vorgenommen. Das Hofgericht war für normale bürgerliche Streitsachen Gericht der zweiten Instanz, für standesherrliche Familienrechtssachen und Kriminalfälle die erste Instanz. Übergeordnet war das Oberappellationsgericht Darmstadt. Damit hatten die „Zent Heppenheim“ und die mit ihr verbundenen Zentgerichte endgültig ihre Funktion eingebüßt. Für Igelsbach war das Ulnersche Patrimonialgericht Igelsbach in erster Instanz zuständig.
1817 trat die Gräfin von Belderbusch, geborene Freiin von „Ulner zu Dieburg“, die Patrimonialgerichtsbarkeit und die damit verbundenen hoheitlichen Rechte an das Großherzogtum Hessen ab. Der Ort wurde daraufhin dem Amt Heppenheim unterstellt.
Am 17. Dezember 1820 wurde das Großherzogtum mit der Einführung der „Verfassung des Großherzogtums Hessen“ eine konstitutionelle Monarchie, in der der Großherzog aber noch große Machtbefugnisse hatte. Die noch bestehenden standesherrlichen Rechte wie Niedere Gerichtsbarkeit, Zehnten, Grundzinsen und andere Gefälle blieben aber noch bis 1848 bestehen.
1821 wurden im Rahmen einer umfassenden Verwaltungsreform die Amtsvogteien in den Provinzen Starkenburg und Oberhessen des Großherzogtum aufgelöst und Landratsbezirke eingeführt, wobei Igelsbach zum Landratsbezirk Lindenfels kam.
Im Rahmen dieser Reform wurden auch Landgerichte geschaffen, die jetzt unabhängig von der Verwaltung waren. Deren Gerichtsbezirke entsprachen in ihrem Umfang den Landratsbezirken. Für den Landratsbezirk Lindenfels war das Landgericht Fürth als Gericht erster Instanz zuständig. Diese Reform ordnete auch die Verwaltung auf Gemeindeebene neu. So war die Bürgermeisterei in Mittershausen außer für Mittershausen auch für Breitenwiesen, Igelsbach, Knoden, Mitlechtern, Schannenbach und Scheuerberg zuständig. Entsprechend der Gemeindeverordnung vom 30. Juni 1821 gab es keine Einsetzungen von Schultheißen mehr, sondern einen gewählten Ortsvorstand, der sich aus Bürgermeister, Beigeordneten und Gemeinderat zusammensetzte.
Die „Statistisch-topographisch-historische Beschreibung des Großherzogthums Hessen“ berichtet 1829 über Igelsbach:

„Igelsbach (L. Bez. Lindenfels), Weiler liegt 1 St. von Lindenfels und hat 4 Häuser und 28 Einw. die bis auf 4 Reform. katholisch sind. Gehörte zur Pfalzgrafschaft, und die Kreiße von Lindenfels besaßen 1369 das Gericht daselbst. Der Ort kam 1802 an Hessen. Die Patrimonialgerichtsbarkeit über Igelsbach, das zum vormaligen Ritterkanton Odenwald gehörte, wurde 1817 von der Frau von Belderbusch, geb. Freiin von Ullner zu Dieburg, an den Staat abgetreten.“

1832 wurden die Verwaltungseinheiten ein weiteres Mal vergrößert und es wurden Kreise geschaffen. Nach der am 20. August 1832 bekanntgegebenen Neugliederung sollte es in Süd-Starkenburg künftig nur noch die Kreise Bensheim und Lindenfels geben; der Landratsbezirk von Heppenheim sollte in den Kreis Lindenfels fallen. Noch vor dem Inkrafttreten der Verordnung zum 15. Oktober 1832 wurde diese aber dahingehend revidiert, dass statt des Kreises Lindenfels neben dem Kreis Bensheim der Kreis Heppenheim als zweiter Kreis gebildet wurde zu dem jetzt Mittershausen und mit ihm Igelsbach gehörte.
Im Neuestes und gründlichstes alphabetisches Lexicon der sämmtlichen Ortschaften der deutschen Bundesstaaten von 1845–48 finden sich folgender Eintrag:

„Igelsbach bei Lindenfels. — Kathol. Filialkirchdorf von der Mutterkirche zu Heppenheim. — 4 H. 28 E. (Incl. 4 Reform.). — Großherzogthum Hessen. — Prov. Starkenburg. — Kreis Heppenheim. — Landgericht Fürth. — Hofgericht Darmstadt. — Das Dorf Igelsbach, ehedem zur Pfalzgrafschaft gehörig, ist im J. 1802 an Hessen überlassen worden.“

Infolge der Märzrevolution 1848 wurden mit dem „Gesetz über die Verhältnisse der Standesherren und adeligen Gerichtsherren“ vom 15. April 1848 die standesherrlichen Sonderrechte endgültig aufgehoben.
Darüber hinaus wurden in den Provinzen, die Kreise und die Landratsbezirke des Großherzogtums am 31. Juli 1848 abgeschafft und durch „Regierungsbezirke“ ersetzt, wobei die bisherigen Kreise Bensheim und Heppenheim zum Regierungsbezirk Heppenheim vereinigt wurden. Bereits vier Jahre später, im Laufe der Reaktionsära, kehrte man aber zur Einteilung in Kreise zurück und Mittershausen mit Igelsbach wurde Teil des neu geschaffenen Kreises Lindenfels.
Die im Dezember 1852 aufgenommenen Bevölkerungs- und Katasterlisten ergaben für Igelsbach:: Katholischer Filialdorf mit 38 Einwohnern. Die Gemarkung besteht aus 397 Morgen, davon 210 Morgen Ackerland, 57 Morgen Wiesen und 124 Morgen Wald.
In den Statistiken des Großherzogtums Hessen werden, bezogen auf Dezember 1867, für das Filialdorf Igelsbach angegeben: die Bürgermeisterei Mittershausen, die Gemarkung Igelsbach, 4 Häuser, 40 Einwohnern, der Kreis Lindenfels, das Landgericht Fürth, die evangelische reformierte Pfarrei Schlierbach des Dekanats Lindenfels und die katholische Pfarrei Lindenfels des Dekanats Heppenheim.
Nachdem das Großherzogtum Hessen ab 1871 Teil des Deutschen Reiches war, wurden 1874 eine Reihe von Verwaltungsreformen beschlossen. So wurden die landesständige Geschäftsordnung sowie die Verwaltung der Kreise und Provinzen durch Kreis- und Provinzialtage geregelt. Die Neuregelung trat am 12. Juli 1874 in Kraft und verfügte auch die Auflösung der Kreise Lindenfels und Wimpfen und die Eingliederung von Mittershausen mit Igelsbach in den Kreis Heppenheim.
Am 1. Juli 1906 wurde auf Betreiben der Einwohner für Mitterhausen und Scheuerberg eine eigene Bürgermeisterei gebildet und Mitlechtern mit Igelsbach erhielten ihrerseits eine Bürgermeisterei. Diese Einteilung hatte dann bis zum Ende des Zweiten Weltkriegs Bestand.
Am 1. November 1938 wurde in Hessen eine einschneidende Gebietsreform in den drei Provinzen Starkenburg, Rheinhessen und Oberhessen durchgeführt. In Starkenburg war der Kreis Bensheim besonders betroffen, da er aufgelöst und zum größten Teil dem Kreis Heppenheim zugeschlagen wurde. Der Kreis Heppenheim übernahm auch die Rechtsnachfolge des Kreises Bensheim und erhielt den neuen Namen Landkreis Bergstraße.
Das Großherzogtum Hessen war von 1815 bis 1866 ein Mitgliedsstaat des Deutschen Bundes und danach ein Bundesstaat des Deutschen Reiches. Es bestand bis 1919, nach dem Ersten Weltkrieg wurde das Großherzogtum zum republikanisch verfassten Volksstaat Hessen. 1945 nach Ende des Zweiten Weltkriegs befand sich das Gebiet des heutigen Hessen in der amerikanischen Besatzungszone und durch Weisung der Militärregierung entstand Groß-Hessen, aus dem das Bundesland Hessen in seinen heutigen Grenzen hervorging.
Im Jahr 1961 wurde die Gemarkungsgröße mit 194 ha angegeben, davon waren 50 ha Wald.
Im Rahmen der Gebietsreform in Hessen schloss sich Igelsbach am 1. Dezember 1970 freiwillig der Gemeinde Kirschhausen an. Diese wurde am 1. Februar 1972 mit Igelsbach in die Stadt Heppenheim eingegliedert. Für Kirschhausen wurde ein Ortsbezirk mit Ortsbeirat und Ortsvorsteher gebildet, der auch Igelsbach umfasst.

### Einwohnerentwicklung
| • 1829: | 28 Einwohner, 4 Häuser |
| • 1867: | 40 Einwohner, 4 Häuser |

| Igelsbach: Einwohnerzahlen von 1829 bis 1970 | Igelsbach: Einwohnerzahlen von 1829 bis 1970 | Igelsbach: Einwohnerzahlen von 1829 bis 1970 | Igelsbach: Einwohnerzahlen von 1829 bis 1970 | Igelsbach: Einwohnerzahlen von 1829 bis 1970 |
| --- | -------------------------------------------- | -------------------------------------------- | -------------------------------------------- | -------------------------------------------- |
| Jahr |                                              |                                              |                                              | Einwohner                                    |
| 1829 | 1829                                         |                                              | 28                                           | 28                                           |
| 1834 | 1834                                         |                                              | 36                                           | 36                                           |
| 1840 | 1840                                         |                                              | 36                                           | 36                                           |
| 1846 | 1846                                         |                                              | 36                                           | 36                                           |
| 1852 | 1852                                         |                                              | 38                                           | 38                                           |
| 1858 | 1858                                         |                                              | 27                                           | 27                                           |
| 1864 | 1864                                         |                                              | 32                                           | 32                                           |
| 1871 | 1871                                         |                                              | 41                                           | 41                                           |
| 1875 | 1875                                         |                                              | 41                                           | 41                                           |
| 1885 | 1885                                         |                                              | 41                                           | 41                                           |
| 1895 | 1895                                         |                                              | 37                                           | 37                                           |
| 1905 | 1905                                         |                                              | 26                                           | 26                                           |
| 1910 | 1910                                         |                                              | 30                                           | 30                                           |
| 1925 | 1925                                         |                                              | 24                                           | 24                                           |
| 1939 | 1939                                         |                                              | 19                                           | 19                                           |
| 1946 | 1946                                         |                                              | 48                                           | 48                                           |
| 1950 | 1950                                         |                                              | 38                                           | 38                                           |
| 1956 | 1956                                         |                                              | 27                                           | 27                                           |
| 1961 | 1961                                         |                                              | 29                                           | 29                                           |
| 1967 | 1967                                         |                                              | 13                                           | 13                                           |
| 1970 | 1970                                         |                                              | 23                                           | 23                                           |
| Datenquelle: Historisches Gemeindeverzeichnis für Hessen: Die Bevölkerung der Gemeinden 1834 bis 1967. Wiesbaden: Hessisches Statistisches Landesamt, 1968. Weitere Quellen: LAGIS |                                              |                                              |                                              |                                              |

### Religionszugehörigkeit
| • 1829: | 4 lutheranische (= 14,29 %) und 24 katholische (= 85,71 %) Einwohner     |
| • 1961: | 8 evangelische (= 27,59 %), 21 römisch-katholische (= 72,41 %) Einwohner |

## Verkehr
Mit überörtlichen Straßen ist Igelsbach nicht zu erreichen. Eine Gemeindeverbindungsstraße führt von Mittershausen durch Igelsbach nach Mitlechtern, wo jeweils ein Anschluss zu der als Siegfriedstraße bekannten Bundesstraße 460 besteht.